# Polimerização
Os polímeros são compostos por macromoléculas, obtidos através de reação química de polimerização de compostos simples denominados monômeros, que dá origem aos polímeros. Os processos de polimerização foram dividos por Flory (1953) e Carothers (Mark 1940), em dois grupos: polimerização por condensação e polimerização por adição; em outras palavras: reação gradual e reação em cadeia. Na formação de polímeros, a Condensação ou reação gradual ocorre entre duas moléculas polifuncionais para produzir uma molécula polifuncional maior, com a eliminação de sub-produtos como a água. A polimerização por adição ou reação em cadeia envolve reações nas quais o transportador de corrente pode ser um íon ou uma substância reativa com um elétron não emparelhado chamado: radical livre. Um radical livre é dominado pela decomposição de um material relativamente instável chamado iniciador. O radical livre é capaz de reagir para abrir a ligação dupla de um monômero e adicionar a ele, um elétron que permanece inalterado. Durante um tempo muitos outros monômeros se adicionam sucessivamente à cadeia crescente ate, finalmente, dois radicais livres reagem para encerrar a atividade de crescimento e formar uma ou mais moléculas de polímero.

## Reação de Polimerização
| Processo        | Características                                                                | Exemplos                |
| --------------- | ------------------------------------------------------------------------------ | ----------------------- |
| Poliadição      | Reação em cadeia; 3 componentes reacionais: iniciação,propagação e terminação. | LDPE HDPE PP PS BR etc. |
| Poliadição      | Mecanismos heterolíticos ou homolíticos ou por condensação.                    | LDPE HDPE PP PS BR etc. |
| Poliadição      | Não há sub-produtos da reação                                                  | LDPE HDPE PP PS BR etc. |
| Poliadição      | Velocidade de reação rápida,com formação imediata de polímeros.                | LDPE HDPE PP PS BR etc. |
| Poliadição      | Concentração de monômero diminui progressivamente                              | LDPE HDPE PP PS BR etc. |
| Poliadição      | Grau de polimerização alto, de ordem {\displaystyle 10^{5}}                    | LDPE HDPE PP PS BR etc. |
| Policondensação | Reação em etapas                                                               | PET PA PC PR etc.       |
| Policondensação | Mecanismos heterolíticos                                                       | PET PA PC PR etc.       |
| Policondensação | Há sub-produtos na reação                                                      | PET PA PC PR etc.       |
| Policondensação | Velocidade de reação lenta, sem formação imediata de polimero                  | PET PA PC PR etc.       |
| Policondensação | Concentração de monômeros diminui rapidamente                                  | PET PA PC PR etc.       |
| Policondensação | Grau de polimerização médio, de ordem {\displaystyle 10^{4}}                   | PET PA PC PR etc.       |

- Polímeros de adição: Polímeros formados através de uma reação de adição, a partir de um único tipo de monômero.

Polietileno - Polipropileno - PVC - Neopreno - Borracha natural - Borracha fria - Orlon - Teflon
- Polímeros de condensação:

Polímeros formados através de uma reação de condensação, a partir de dois diferentes tipos de monômeros, bi ou trifuncionais, com eliminação de uma molécula pequena, geralmente a água ou HCl.

Amido - Celulose - Proteínas

## Técnicas de Polimerização
A preparação de qualquer composto químico, até mesmo um polímero, requer condições para que se atinjam resultados satisfatórios dos produtos desejados, com o mínimo de sub-produtos. Tanto em laboratório quanto na indústria,é necessário conhecer as características físicas e químicas do material, para poder avaliar qual a rota sintética e as condições experimentais mais convenientes.
As técnicas de polimerização podem ser distribuídas em dois tipos de sistema: homogêneo e heterogêneo. Esses dois grupos representam condições atuantes bem diferentes, tanto a nível de laboratório quanto escala industrial. As técnicas que empregam o sistema homogêneo são: polimerização em massa (ou bloco) e polimerização em solução. As técnicas que empregam o sistema heterogêneo são: polimerização em emulsão, polimerização em suspensão, polimerização interfacial e polimerização em fase gasosa.

### Sistema Homogêneo

#### Polimerização em Massa (ou Bloco)
A polimerização em massa, é amplamente praticada na fabricação de polímeros de condensação, onde as reações são ligeiramente exotérmicas e a maior parte da reação ocorre quando a viscosidade da mistura ainda é suficientemente baixa para permitir a mistura, transferência de calor e eliminação de bolhas. O controle de tais polimerizações é relativamente fácil. Utiliza  monômero e iniciador, sem  diluente, e a reação ocorre em meio homogêneo e não há formação de sub-produtos no meio reacional.
A polimerização em massa dos monômeros de vinil é mais difícil, visto que as reações são altamente exotérmicas e, procedem a uma taxa que depende fortemente da temperatura. Juntamente com o problema na transferência de calor decorrente, porque a viscosidade aumenta no início da reação, leva a dificuldade de controle e uma tendência para a heterogeneidade no tamanho das moléculas formadas; o peso molecular do polímero pode chegar a valores muito elevados.

#### Polimerização em Solução
A polimerização em solução utiliza, além do monômero e do iniciador organos-solúvel, um  solvente que atua tanto sobre os reagentes quanto sobre o polímero. A reação ocorre em meio  homogêneo, sem a formação de sub-produtos e a iniciação é feita por agente químico. A polimerização é vantajosa do ponto de vista da remoção de calor e controle, mas tem duas desvantagens em potencial. Sendo em primeiro: o solvente deve ser selecionado com cuidado para evitar a transferência de corrente; em segundo: o polímero deve ser utilizado em solução e alguns acabamentos de éster acrílico, visto que a remoção completa do solvente de um polímero é muitas vezes difícil ao ponto de inviabilidade.
Essa técnica comparada à polimerização em massa, provoca o retardamento da reação graças ao efeito diluente do solvente; o controle de temperatura é favorecido, já que a viscosidade do meio é relativamente baixa e há uniformidade das condições de polimerização.
| Técnica de Polimerização     | Em massa | Em solução |
| ---------------------------- | --- | --- |
| Composição do meio reacional | Monômero Iniciador | Monômero Iniciador Solvente |
| Exemplo                      | PMMA, PU | BR, PR |
| Vantagens                    | Polímero com pouco contaminantes residuais. Excelentes qualidades óticas e elétricas. Facilidade e baixo custo de moldagem para poucas peças. | Facilidade de homogeneização. Facilidade de purificação do Polímero. |
| Desvantagens                 | Exige monômero com alta reatividade. Facilidade de remoção de monômero e iniciador.                                                           | Reações lentas. Necessidade de soluções diluídas. Necessidade de remoção e recuperação de solventes e não-solvente. Grandes dimensões dos reatores. Baixo rendimento operacional. |

### Sistema Heterogêneo

#### Polimerização em Emulsão
A polimerização em emulsão utiliza um iniciador hidrossolúvel, um solvente (geralmente água) e um emulsificante, alem do monômero. Na polimerização estão presentes duas fases líquidas não miscíveis, uma fase aquosa contínua e uma fase descontínua não aquosa constituída por monômero e polímero. O iniciador está localizado na fase aquosa, e as partículas de monômero-polímero são bastante pequenas, da ordem de 0,1 μm de diâmetro. A cinética da polimerização em emulsão é diferente da polimerização em massa (ou bloco), para qual uma limitação é definida. Com esta limitação removida, os sistemas de emulsão permitem que o polímero de maior peso molecular seja produzido a altas taxas do que os sistemas de massa ou de suspensão.
O tamanho  da partícula  emulsionada varia  entre 1nm a 1mm. Os pesos moleculares são elevados, da ordem de {\displaystyle 10^{5}}

#### Polimerização em Suspensão
A polimerização em suspensão utiliza, além do monômero, um iniciador organos-solúvel, um  solvente (normalmente  água) e um espessante (orgânico ou inorgânico) para manter a dispersão. A reação ocorre em  meio  heterogêneo e a iniciação é feita por agente  químico. Além desses componentes, é comum encontrar-se ainda outros aditivos.
Na polimerização, o sistema aquoso tem-se o monômero como uma fase dispersa, resultando em polímero como uma fase sólida dispersa. O processo reuni as vantagens das técnicas em massa e em emulsão, porem distingui pela localização do iniciador e da cinética.
A técnica em suspensão é muito usada para poliadições, resultando um polímero com tamanho de partícula superior ao obtido por emulsão e é preferida na fabricação de polímeros industriais.

#### Polimerização Interfacial
Essa técnica é aplicada a policondensação e exige pelo menos dois monômeros. É procedida na interface de dois solventes, cada um contendo um dos monômeros. Para a ocorrência dessa técnica, a reação deve ser rápida, como a formação de poliuretanos a partir de dissociantes e dióis. Outra ocorrência é a partir da reação de Schotten-Baumann, para a separação de policarbonatos; nesse caso o meio deve conter uma base, para deter o acido clorídrico eliminado.
A renovação da interface onde ocorre a reação é feita por: remoção lenta e continua do polímero precipitado entre as camadas, agitação produzindo as gotículas dispersas na superfície, formação de um filamento.

#### Polimerização em Fase Gasosa
Essa técnica de polimerização é empregada para a poliadição de monômeros gasosos (etileno e propileno), com iniciadores  de coordenação de alta eficiência (acima  de 98%, sistemas catalíticos de Ziegler-Natta), mantidos sob a forma de partículas, em leito fluidizado, contínuo.
Nos processos em fase gasosa e em pasta, os catalisadores devem ser suportados numa substância adequada, enquanto que podem ser adicionados diretamente na polimerização em solução. O polímero é formado nos locais ativos do catalisador em uma partícula de polímero catalítico gradualmente expansível e é o centro ativo em cada partícula. O monômero gasoso fresco difunde-se através da partícula de polímero para atingir o local ativo. 
As técnicas de processamento em fase gasosa e em pasta são utilizadas principalmente para a produção de poliolefinas, como HDPE.
| Técnica de Polimerização | Composição do meio reacional          | Exemplo  | Vantagens | Desvantagens |
| Em emulsão               | Monômero Iniciador Água Emulsificante | SBR, PVC | Água como meio dispersante. Facilidade de homogeneização. Agitação Moderada. Poucas reações laterais. Polímero de alto peso molecular. | Necessidade de iniciador hidros-solúvel. Necessidade de coagulante para precipitar o polímero. Dificuldade de purificação do polímero. |
| Em suspensão             | Monômero Iniciador Água Espessante    | PS, PVC  | Água como meio dispersante. Polímero de alto peso molecular. Facilidade de separação do polímero.                                      | Necessidade de agitação contínua, regular e vigorosa. Dificuldade de remoção do monômero e do espessante residuais.                    |
| Interfacial              | Comonômeros Solventes                 | PA, PC   | Reações instantaneas. Possibilidade de obtenção de filamentos.                                                                         | Comonômeros muito reativos. Dificuldade de purificação do polímero.                                                                    |
| Fase Gasosa              | Monômero Catalisador                  | HDPE, PP | Reações instantâneas. Polímero de alto peso molecular. Polímero já obtido em condições de comercialização .                            | Monômero adequado. Restrição ao par monômero/catalisador. Custo elevado.                                                               |